# Apfeldorfhausen

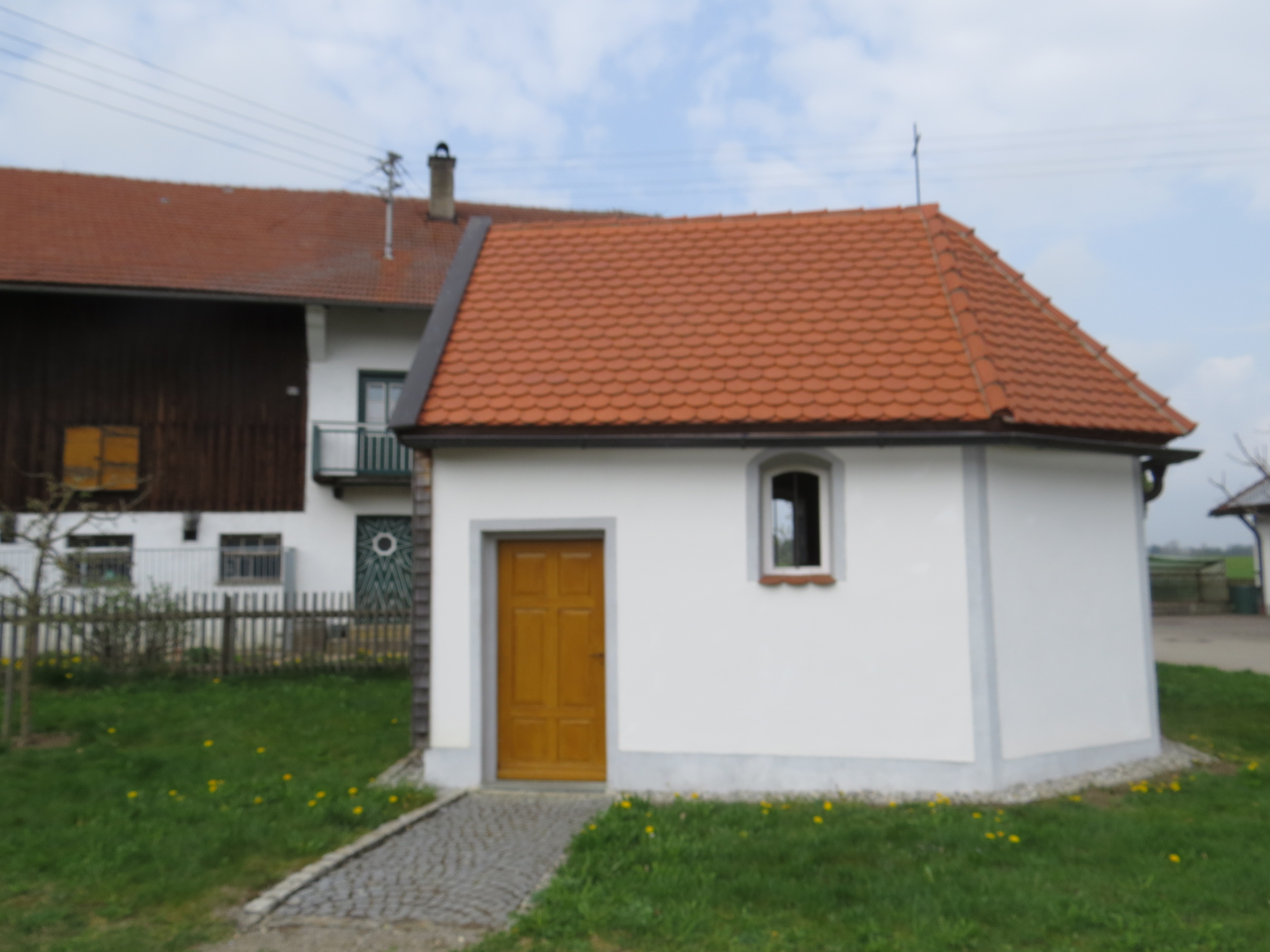
Kapelle St. Wendelin

Apfeldorfhausen ist ein Gemeindeteil von Apfeldorf im oberbayerischen Landkreis Landsberg am Lech. 

## Geographie
Das Dorf liegt circa einen Kilometer nördlich von Apfeldorf auf der östlichen Hochterrasse des Lechs. Südlich des Dorfes fließt in einem tief eingeschnittenen Tal der Rottbach.

## Geschichte
Apfeldorfhausen gehörte zum Pfleggericht Rauhenlechsberg, im 15. Jahrhundert wurden dort drei Höfe erwähnt.

## Baudenkmäler
Siehe auch: Liste der Baudenkmäler in Apfeldorfhausen
- Kapelle St. Wendelin, erbaut in der ersten Hälfte des 18. Jahrhunderts